# Happassenried
Happassenried ist ein Ortsteil des Marktes Neukirchen-Balbini im Landkreis Schwandorf des Regierungsbezirks Oberpfalz im Freistaat Bayern.

## Geografie
Happassenried liegt auf der Nordwestseite der Staatsstraße 2150, 3,5 Kilometer nordöstlich von Neukirchen-Balbini. Am Ostrand von Happassenried entspringt in einigen Teichen der Strattenbach. Er fließt nach Süden, nimmt die Abwasser des Klärwerks von Alletsried auf und endet in einer Senke am Südwestrand der Stockhänge. Happassenried ist umgeben von Hügeln, die etwas über 500 Meter hoch sind. Nur der Zigeunerfelsen im Nordosten von Happassenried erhebt sich bis auf 630 Meter.

## Geschichte
Happassenried (auch: Häppessenriet, Happassenrieth, Happassriedt, Häppässenrieth) wurde im Zinsbuch des Amtes Neunburg vorm Wald von 1499 erstmals schriftlich erwähnt. Es zahlte eine Fastnachtshenne.
Neunburg wurde zu Beginn des 16. Jahrhunderts in ein Inneres und ein Äußeres Gericht unterteilt. Das Innere Gericht umfasste den Ostteil des Gebietes und das Äußere Gericht den Westteil. Die Grenze zwischen Innerem und Äußerem Gericht verlief von Norden nach Süden: Die Ortschaften Oberauerbach, Fuhrn und Taxöldern gehörten zum Äußeren Amt, während Grasdorf, Luigendorf und Pingarten zum Inneren Amt gehörten.
Happassenried gehörte zum Inneren Amt. Wie aus dem Musterungsregister hervorgeht, hatte es 1522 und 1572 jeweils 4 Mannschaften.
1622 wurden für Happassenried 3 Höfe, 1 Gut aufgeführt. Im Steuerbuch von 1631 wurde Happassenried mit 3 Höfen, 35 Rindern, 5 Schweinen, 47 Schafen verzeichnet. Die Steuer betrug 35 Gulden 1¾ Kreuzer. 1661 hatte Happassenried 3 Höfe, 36 Rinder, 7 Schweine, 2 Ziegen, 2 Bienenstöcke. Die Steuer betrug 8 Gulden 49¼ Kreuzer.
1762 gab es in Happassenried 4 Eigentümer, 2 Inwohner, darunter 1 Tagwerker, also insgesamt 6 Untertanen. Es hatte 4 Anwesen, 1 Nebenhäusl, insgesamt 6 Herdstätten. 1797 zahlte es Geld- und Naturalzins von 1 Gut an das Kloster Walderbach.
1808 gab es in Happassenried 4 Anwesen und ein Hüthaus. Die Eigentümer waren Träxler, Schießl, M. Demel. M. Demel war grundbar zum Kloster Walderbach.
1808 wurde die Verordnung über das allgemeine Steuerprovisorium erlassen. Mit ihr wurde das Steuerwesen in Bayern neu geordnet und es wurden Steuerdistrikte gebildet. Dabei kam Happassenried zum Steuerdistrikt Alletsried. Der Steuerdistrikt Alletsried bestand aus den Ortschaften Alletsried mit 10 Anwesen, Happassenried mit 5 Anwesen und Meidenried mit 8 Anwesen.
1820 wurden im Landgericht Neunburg vorm Wald Ruralgemeinden gebildet. Dabei kam Happassenried zur Ruralgemeinde Alletsried. Zur Ruralgemeinde Alletsried gehörten die Dörfer Alletsried mit 12 Familien, Happassenried mit 5 Familien, Meigelsried mit 5 Familien, Meidenried mit 8 Familien und die Einöde Rückhof mit 1 Familie. Später kamen Haslarn und Grundmühle hinzu. Vorübergehend gehörten Neuhaus und Sperlhof zu Alletsried.
1978 wurde die Gemeinde Alletsried aufgelöst. Dabei kamen Meigelsried zur Gemeinde Rötz, Haslarn und Grundmühle zur Gemeinde Neunburg vorm Wald. Happassenried und die anderen Gemeindeteile wurden nach Neukirchen-Balbini eingemeindet.
Happassenried gehörte zunächst zur Pfarrei Stamsried. Seit 1865 gehört es zur Pfarrei Neukirchen-Balbini. 1997 hatte Happassenried 22 Katholiken.

## Einwohnerentwicklung ab 1820
| Jahr | Einwohner  | Gebäude |
| ---- | ---------- | ------- |
| 1820 | 5 Familien | k. A.   |
| 1838 | 37         | 5       |
| 1861 | 45         | 17      |
| 1871 | 46         | 24      |
| 1885 | 34         | 5       |
| 1900 | 33         | 7       |
| 1913 | 33         | 6       |

| Jahr | Einwohner | Gebäude |
| ---- | --------- | ------- |
| 1925 | 28        | 5       |
| 1950 | 33        | 6       |
| 1961 | 29        | 5       |
| 1970 | 25        | k. A.   |
| 1987 | 23        | 5       |
| 2011 | 17        | k. A.   |